# Interferometria con maschera d'apertura

a) mostra un semplice esperimento usando una maschera d'apertura in un'apertura piana ri-immaginata. b) e c) mostrano diagrammi maschere d'aperture che erano poste di fronte allo specchio secondario del telescopio Keck da Peter Tuthill e suoi collaboratori. Le forme solide nere rappresentano le subaperture (buchi nella maschera). Una proiezione della pianta dei segmenti dello specchio primario di Keck è coperta.

L'interferometria con maschera d'apertura o interferometria con apertura mascherata è una forma di interferometria di speckle, che permette un imaging a diffrazione limitata dai telescopi situati a terra. Questa tecnica consente ai telescopi su terreno di pervenire a una risoluzione, permettendo ai telescopi con grandi diametri impiantati a terra di produrre immagini molto più esatte di quanto lo può fare il telescopio spaziale Hubble. La principale limitazione della tecnica è di essere limitata relativamente agli oggetti astronomici luminosi. Una maschera è posta sopra il telescopio il quale permette soltanto di filtrare la luce attraverso un piccolo numero di fori. Questo apparato di fori si comporta come un interferometro astronomico in miniatura. Il metodo fu sviluppato da John E. Baldwin e collaboratori del Gruppo Astrofisico di Cavendish.
Nella tecnica della maschera d'apertura, il metodo dell'analisi bispettrale (macchia mascherante) è applicato tipicamente ai dati presi attraverso aperture mascherate, dove la maggior parte dell'apertura viene bloccata e la luce può solo passare attraverso una serie di piccoli fori (subaperture). La maschera d'apertura rimuove il disturbo atmosferico da queste misurazioni, permettendo al doppio spettro (bispectrum) di essere misurato molto rapidamente di quanto non succeda per un'apertura mascherata soltanto. Per semplicità le maschere d'aperture sono di solito o poste di fronte allo specchio secondario (per es. Tuthill ed altri (2000) o posto in un piano d'apertura ri-immaginata come mostrato nella figura 1.a) (per es. Haniff ed altri (1987); Young ed altri (2000); Baldwin ed altri (1986)). Le maschere sono di solito categorizzate come non-ridondanti o parzialmente ridondanti. Le maschere non-ridondanti consistono di apparati di piccoli fori dove nessuno delle due coppie di fori ha lo stesso vettore di separazione (la stessa linea di base - vedi sintesi d'apertura). Ogni paio di fori fornisce un insieme di frange ad un'unica frequenza spaziale nel piano dell'immagine. Le maschere parzialmente ridondanti sono di solito progettate per fornire un compromesso fra il minimizzare la ridondanza di spaziatura e il massimizzare sia la capacità di trattamento che il campo delle frequenze spaziali investigate (Haniff & Buscher, 1992; Haniff ed altri, 1989). Le figure 1.b)  e 1.c) mostrano esempi di maschere d'aperture usate di fronte alla secondaria nel telescopio Keck da Peter Tuthill e collaboratori; figura 1.b) è una maschera non-ridondante mentre nella figura 1.c) è parzialmente ridondante. Sebbene il segnale di disturbo delle osservazioni nella macchia mascherante a livello di alta luminosità può essere migliorato con maschere d'aperture, la magnitudo limitante più debole non può essere significativamente perfezionata dai limitati rivelatori di disturbo fotonico (vedi Buscher & Haniff (1993)).

### Fonti
- (EN) Peter Tuthill's PhD thesis on aperture masking (ps), su physics.usyd.edu.au.
- (EN) Baldwin et al. (1986), su ukads.nottingham.ac.uk. URL consultato il 3 maggio 2009 (archiviato dall'url originale il 30 settembre 2018).
- (EN) Buscher & Haniff (1993), su ukads.nottingham.ac.uk. URL consultato il 3 maggio 2009 (archiviato dall'url originale il 30 settembre 2018).
- (EN) Haniff et al. (1987), su ukads.nottingham.ac.uk. URL consultato il 3 maggio 2009 (archiviato dall'url originale il 30 settembre 2018).
- (EN) Haniff et al., 1989, su ukads.nottingham.ac.uk. URL consultato il 3 maggio 2009 (archiviato dall'url originale il 30 settembre 2018).
- (EN) Buscher et al 1990, su ukads.nottingham.ac.uk. URL consultato il 3 maggio 2009 (archiviato dall'url originale il 30 settembre 2018).
- (EN) Haniff & Buscher, 1992, su ukads.nottingham.ac.uk. URL consultato il 3 maggio 2009 (archiviato dall'url originale il 30 settembre 2018).
- (EN) Tuthill et al. (2000), su ukads.nottingham.ac.uk. URL consultato il 3 maggio 2009 (archiviato dall'url originale il 30 settembre 2018).
- (EN) Young et al. (2000) [collegamento interrotto], su ukads.nottingham.ac.uk.